# Заводський (Всеволожський район)
Заводський (рос. Заводской) — селище у Всеволожському районі Ленінградської області Російської Федерації.
Населення становить 838 осіб. Належить до муніципального утворення Куйвозовське сільське поселення.

## Історія
Від 1 серпня 1927 року належить до Ленінградської області.

## Населення
| 2007 | 2010 | 2017 |
| ---- | ---- | ---- |
| 653  | ↗838 | →838 |